# Ставицкий, Борис Петрович
Борис Петрович Ставицкий (26 апреля 1927, г. Харьков — 6 июля 2003, г. Киев) — украинский советский актёр, педагог, профессор. Заслуженный артист УССР (1960).

## Биография и театральное творчество
В 1944—1948 годах — студент Харьковского театрального института. Учился у А. И. Сердюка.
В 1948—1950 годах — артист Закарпатского областного украинского музыкально-драматического театра в Ужгороде.
В 1950—1961 годах служил с Харьковском академическом театре им. Т. Шевченко.
В 1961—1965 годах — в русском драмтеатре им. А. С. Грибоедова в Тбилиси.
В 1965—1970 годах — в Киевском театре русской драмы им. Леси Украинки.
С 1970 года Борис Ставицкий более 20 лет играл на главной сцене Украины — в Киевском академическом драматическом театре им. И. Франка (1970—1990).

## Фильмография
- 1954 — Лымеривна (фильм-спектакль) — Василь — главная роль
- 1957 — Любовь на рассвете (фильм-спектакль) —
- 1972 — Тайник у Красных камней — Ибрагим
- 1974 — Кассандра (фильм-спектакль) — Гелен
- 1977 — Талант (Телесериал) — Никитин-отец — парторг завода «Заднепровец» (3-я серия)
- 1981 — Ярослав Мудрый — боярин Коснятин

## Педагогическая деятельность
Одновременно с работой на театральной сцене Б. П. Ставицкий в 1953—1957 годах преподавал в Харьковском театральном институте, в школе-студии при театре им. Т. Г. Шевченко (1958—1960) и около 40 лет с 1967 по 2003 год — в киевском государственном институте театрального искусства им. И. Карпенка-Карого (ныне Киевский национальный университет театра, кино и телевидения имени И. К. Карпенко-Карого.
С 1976 года Б. П. Ставицкий — доцент, а с 1991 года — профессор кафедры актëрского мастерства и режиссуры драмы.
За время работы в Киевском институте театрального искусства им. И. Карпенка-Карого профессором Борисом Ставицкий было выпущено 6 актëрских курсов, более 100 актёров украинского театра и телевидения, среди них его учеников — народные артисты Украины П. Бенюк, Я. Гаврилюк и Е. Федорченко, актёр и режиссëр Г. Гладий, народный артист Украины С. Боклан, Александр Матешко, В. Андриенко, художественный руководитель киевского драматического театра «Браво» Любовь Титаренко и многие другие талантливые артисты театра и кино.
Похоронен на Южном кладбище г. Киева.